# Prodegeeria javana
Prodegeeria javana är en tvåvingeart som beskrevs av Brauer och Julius Edler von Bergenstamm 1894. Prodegeeria javana ingår i släktet Prodegeeria och familjen parasitflugor. Inga underarter finns listade i Catalogue of Life.